# Емма Стоун
Емілі Джин Стоун (англ. Emily Jean Stone; нар. 6 листопада 1988) — американська акторка та кінопродюсерка. Володарка низки нагород, зокрема двох премій «Оскар», двох премій БАФТА, двох «Золотих глобусів» і трьох премій Гільдії кіноакторів. 2017 року з $26 млн Стоун була найвисокооплачуванішою акторкою за даними журналу Forbes. Входила до списку 100 знаменитостей за версією Forbes 2013 року і за версією «Тайм» 2017 року, а в ЗМІ її часто називають однією з найталановитіших акторок покоління.
Народилась і виросла в Скоттсдейлі, штат Аризона. Почала виступати ще дитиною, вперше — 2000 року в дитячій виставі за мотивами роману «Вітер у вербах». У підлітковому віці разом із матір'ю перебралась до Лос-Анджелеса й 2004 року дебютувала на телеканалі VH1 в «Родині Партриджів», реаліті-шоу, що вийшло лише першим епізодом. Після кількох телевізійних ролей здобула нагороду «Молодий Голлівуд» за кінодебют у фільмі «Суперперці» (2007) й одержала позитивні відгуки від масмедіа за роль у «Вітаємо в Зомбіленді» (2009). Першу свою головну роль Емма Стоун здобула в кінокомедії «Легковажна я» (2010), за гру виборола перемогу в премії БАФТА «Висхідна зірка» та «Золотий глобус» у номінації «Найкраща жіноча роль». Зірковий прорив продовжився успіхом у романтичній комедії «Це безглузде кохання» та «Прислуга» (обидва 2011).
Здобула визнання за роль Ґвен Стейсі в супергеройському фільмі «Нова Людина-павук» (2012) та його продовженні (2014). Була номінована на премію «Оскар» за найкращу жіночу роль другого плану за гру реабілітованої наркозалежної в чорнокомедійному фільмі «Бердмен» (2014). Її бродвейський дебют відбувся в перепостановці мюзиклу «Кабаре» (2014—2015).
Здобула першу премію «Оскар», премію БАФТА та «Золотий глобус» за гру натхненної акторки в надзвичайно успішному мюзиклі «Ла-Ла Ленд» (2016). Вдруге ці ж премії виграла у 2024 році за роль дівчини з пересадженим мозком у феміністичній трагікомедії «Бідолашні створіння».

## Ранні роки
Народилась 6 листопада 1988 року в Скоттсдейлі (штат Аризона, США) у родині Крісти Джин Стоун (до шлюбу Єґер), домогосподарки, і Джеффрі Чарльза Стоуна, засновника та ГВД генеральної підрядної компанії. Емма жила на території курорту «Кеймелбек Інн» у віці з 12 до 15 років. Має молодшого брата Спенсера. Її дідусь за батьковою лінією, Конрад Остберґ Стен, що походив зі шведської родини, англізував своє прізвище на Стоун (англ. Stone), після еміграції до Сполучених Штатів через острів Елліс. У нього також було німецьке, англійське, шотландське й ірландське коріння.
Немовлям Емма страждала дитячою колікою, через що часто плакала; унаслідок цього в неї з'являлися вузлики та мозолі на голосових зв'язках. Стоун описує себе в дитинстві як «галасливу» та «владну» дитину. Майбутня акторка навчалась у Секвояській молодшій школі, а шостий рік навчання провела в Кокопаській середній школі. Хоч їй і не подобалось ходити до школи, Емма стверджує, що через свою владну натуру «вона мала бути певною, що дістане за все п'ятірки». В дитинстві вона страждала на панічні напади, що, за її словами, призвело до погіршення її соціальних навичок. З цього приводу їй проводили курс лікування, однак сама акторка вважає, що саме участь у виставах місцевого театру допомогла їй позбутися цих нападів.
|                                                      | Коли в мене вперше стався панічний напад, я сиділа вдома в друга, і мені здавалось, що будинок палав. Я зателефонувала своїй матері й вона забрала мене додому, а впродовж наступних трьох років це просто не минало. По полудню я зазвичай ходила до медсестри і просто м'яла собі руки. Я просила матір, аби та точно сказала мені, як пройде день, відтак знову питала 30 секунд по тому. Мені просто потрібно було знати, що ніхто не помре й нічого не поміняється.Оригінальний текст (англ.) The first time I had a panic attack I was sitting in my friend's house, and I thought the house was burning down. I called my mom and she brought me home, and for the next three years it just would not stop. I would go to the nurse at lunch most days and just wring my hands. I would ask my mom to tell me exactly how the day was going to be, then ask again 30 seconds later. I just needed to know that no one was going to die and nothing was going to change. |
| — Емма Стоун, The Wall Street Journal (червень 2015) | |

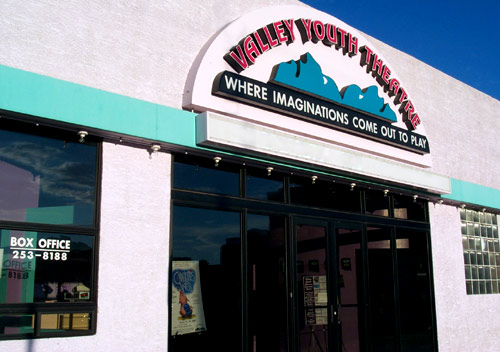
Емма Стоун з'являлась у шістнадцяти виставах Міжгірного молодіжного театру

Емма цікавилась акторством з чотирирічного віку, спершу вона хотіла грати в комедійних скетчах, однак згодом змістила акцент на музичний театр і декілька років відвідувала уроки вокалу. Її акторський дебют відбувся в одинадцятирічному віці в театральні поставці за мотивами роману «Вітер у вербах», де вона зіграла роль Видри. Акторка навчалась самостійно вдома впродовж двох років, протягом яких з'явилась у шістнадцяти виставах Фініксського Міжгірного молодіжного театру, зокрема в постановках «Принцеса на горошині», «Аліса у Дивокраї» та «Йосип і дивовижний різнобарвний плащ снів», а також грала в імпровізованій комедійній трупі при театрі. В той самий час вона поїхала до Лос-Анджелеса, де без успіху пройшла прослуховування на роль у нікелодеонському телесеріалі «All That». Невдовзі батьки оплатили їй приватні уроки акторської майстерності у місцевого викладача, який в 1970-х працював у «Агенції Вільяма Морріса».
Стоун відвідувала дівочу католицьку старшу школу Ксавіер, яка здійснює підготовку до вступу в коледж, однак після першого семестру навчання покинула її, аби стати актрисою. Емма підготувала для батьків презентацію в PowerPoint, що називалась «Проєкт Голлівуд» (зі супроводом пісні Мадонни «Голлівуд»), з наміром переконати їх, щоб дозволили їй переїхати до Каліфорнії та побудувати кар'єру актриси. У січні 2004 року вона разом із матір'ю переїхала до квартири в Лос-Анджелесі. Емма згадує: «Я йшла на кожне шоу на каналі Disney й прослуховувалась на роль доньки в кожнісінькому ситкомі», додаючи: «зрештою, я нічого не досягла». Поміж прослуховуваннями Емма записалась на мережеві курси старшої школи та підпрацьовувала в пекарні собачої їжі.

## Особисте життя
У 2010—2015 роках зустрічалася з актором Ендрю Гарфілдом, партнером по фільму «Нова Людина-павук».
У 2017 році після церемонії нагородження «Оскаром» була запрошена на популярне телешоу «Суботнього вечора в прямому ефірі», де познайомилася з одним із його сценаристів — Дейвом Маккері (нар. 1985), який також працює режисером, письменником та коміком. 4 грудня 2019 року Дейв Маккері повідомив, що вони з Еммою заручені: на спільному фото в Instagram акторка продемонструвала каблучку з каменем на безіменному пальці. 2020 року пара таємно одружилась, оскільки Емма змінила обручку нареченої на шлюбну. Хоча ні акторка, ні її чоловік не підтверджували цю інформацію і загалом максимально приховували інформацію про свої стосунки, у січні 2021 року з'явилась інформація, що вони з чоловіком чекають на першу дитину. Донька Луїза Жан Маккері народилась 13 березня 2021 року..

## Кар'єра

### Початок кар'єри (2004—2008)
Коли Емма реєструвалась до Гільдії кіноакторів ім'я Емілі Стоун уже було зайнятим. Спершу вона використовувала сценічне ім'я Райлі Стоун, але після гостьової ролі в телесеріалі «Медіум» на каналі NBC і ситкомі «Малькольм у центрі уваги» на каналі FOX вона вирішила, що їй зручніше буде називатись Еммою.
Її перший теледебют відбувся в ролі Лорі Партридж у реаліті-шоу талантів «У пошуках нової родини Партриджів» (2004) на каналі VH1. Остаточний телесеріал «Нова родина Партриджів» (2004) не просунулась далі непроданої пілотної серії.
Невдовзі Емма побувала гостею у телесеріалі «Щасливець Луї» Луї Сі Кея на каналі HBO. Відтак вона прослуховувалась на роль Клер Беннет у науково-фантастичному телесеріалі «Герої» (2007) на каналі NBC, що, однак, не увінчалось успіхом, а сама акторка згодом називала цей досвід своїм «найнижчим падінням». У квітні 2007 року вона зіграла Вайлет Тримбл у телесеріалі «Гонка» на каналі Fox, однак серіал було скасовано після перших семи епізодів.

### Зліт кар'єри (2009—2011)

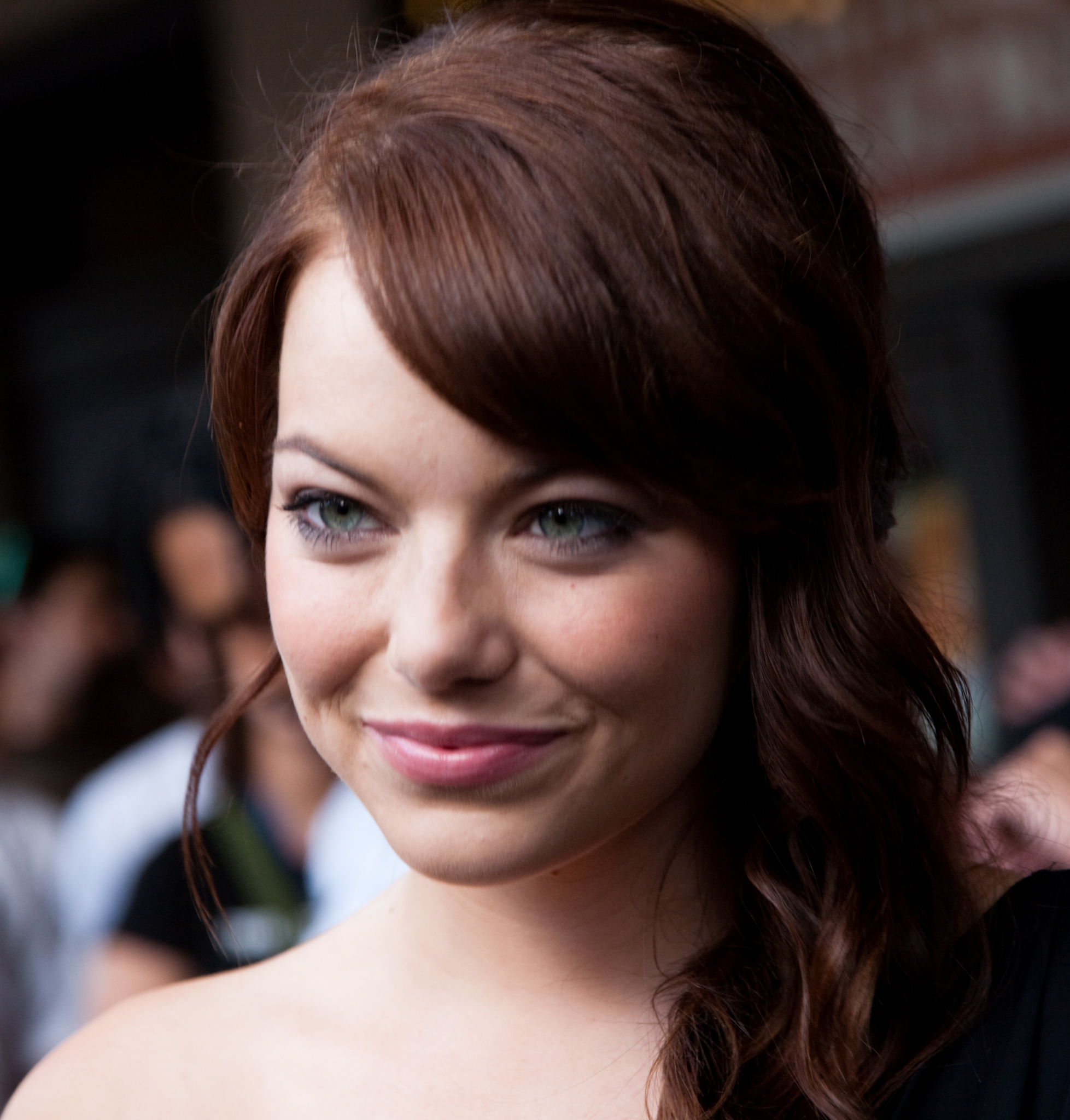
На прем'єрі «Вітаємо у Зомбіленді», вересень 2009 року

Емма Стоун з'явилась у трьох фільмах, що вийшли 2009 року. Перший з них — романтична комедія «Привиди колишніх подружок». У цій стрічці Стоун зіграла з відомішими на той час акторами Меттью Мак-Конагей, Дженніфер Гарнер та Майклом Дугласом. Проте, фільм отримав доволі негативну реакцію від критиків — на сайті Rotten Tomatoes фільм має рейтинг лише 28 %.
Другий фільм, в якому з'явилась акторка у 2009 році і виконала одну з головних ролей — комедія-жахи «Вітаємо у Зомбіленді». Фільм високо оцінили і критики (які на сайті Rotten Tomatoes дали фільму схвальні рецензії і рейтинг 89 %), і глядачі, адже на IMDb фільм отримав доволі високу оцінку 7.6 з 10. Саме після «Зомбіленду» акторку помітили. Наприклад, в рецензії видання The Daily Telegraph Стоун назвали надзвичайно перспективною.
Третій фільм з Еммою Стоун у 2009 році, драма-комедія «Паперова людина», розчарував критиків і отримав низькі рейтинги (32 % на Rotten Tomatoes), хоча глядачі поставили йому оцінку 6.6 з 10 на сайті IMDb. В тому числі позитивні відгуки отримала і Стоун.
Акторський прорив Емми Стоун відбувся після виходу молодіжної комедії «Легковажна Я», де акторка вперше зіграла головну роль. Її роль надзвичайно позитивно сприйняли критики, як в оглядах від популярних видань, так і на сайті Rotten Tomatoes (фільм отримав рейтинг 85 %). Після фільму акторка була номінована на премію BAFTA Rising Star Award («Висхідна зірка» — нагорода Британської академії кіно і телебачення) і на премію «Золотий глобус» за найкращу жіночу роль — комедія або мюзикл. Також Емма Стоун перемогла і здобула премію MTV Movie Award for Best Comedic Performance (премія MTV Movie за найкращий комедійну роль).
У 2010—2011 акторка зіграла одну з головних ролей в драмі «Прислуга» (роль журналістки-письменниці Юджинії «Скітер» Філан, яка розповідає історію темношкірих служниць і таким чином допомагає афроамериканцям боротись за громадянські права та рівноправ'я). Готуючись до участі в цьому фільмі акторка тренувалась говорити з південним акцентом (характерним для штату Міссісіпі та тих років), а також досліджувала історію боротьби руху за громадянські права афроамериканців у США. Фільм і Емма Стоун отримали схвальні відгуки і критиків, і глядачів. Фільм отримав понад 100 номінацій та нагород різних рівнів, в тому числі і нагороди за найкращий акторський склад, які отримала і Стоун.

### Загальне визнання (2012—дотепер)
З 2012 акторка продовжила з'являтись в успішних фільмах, а також стала озвучувати мультфільми відомих анімаційних студій. Зокрема, у 2012 вийшов фільм «Нова Людина-павук», де Стоун зіграла одну з головних ролей — Гвен Стейсі (перше кохання Пітера Паркера (Людини-павука)). Цікаво, що акторка до знімання навіть не читала коміксів, і вважала, що перше кохання Спайдермена — його дружина Мері Джейн Вотсон.
У 2013 Стоун озвучила одну з головних ролей в мультфільмі «Сімейка Крудсів» від студії DreamWorks Animation (роль Гіп Крудс, старшої доньки). Мультфільм був успішним і номінований на премію Оскар за найкращий анімаційний повнометражний фільм.
У 2013 акторка зіграла у фільмі «Фільм 43» (який був невдалим — його негативно оцінили і критики, і глядачі).
В цьому ж році вийшов ще один фільм з її участю — кримінальний трилер «Мисливці на гангстерів», де вона зіграла з Раяном Ґослінґом. Критик видання The New York Times похвалив їхній акторський дует. Після чого Емма Стоун заявила, що хоче співпрацювати з Ґослінґ над іншими проєктами. До цього вони вже знімались разом в фільмі «Це безглузде кохання» (у 2011 році). Пізніше актори втретє зіграли разом — закохану пару в драмі-мюзиклі «Ла-Ла Ленд» (2016)..
У 2014 Емма Стоун знялась в одному з найуспішніших фільмах з її участю — «Бердмен». Фільм зібрав 291 номінацію і 193 нагороди. Особисто Емма отримала за роль у фільмі понад 50 номінацій і в 13 з них отримала перемогу. Критики назвали її роль в цьому фільмі найкращою серед 20 інших персонажів, яких вона зіграла за 10 років своєї кар'єри, а 2014 рік — найважливішим у прориві кар'єри.
У 2016 році акторка зіграла головну роль у ще одному неймовірно успішному фільмі — «Ла-Ла Ленд». Роль Емми Стоун — молода акторка Міа Долан, яка починає свою кар'єру. Фільм отримав 287 номінацій і 242 нагороди, в тому числі 6 оскарів. Серед них Емма Стоун отримала 59 номінацій і 18 перемог, в тому числі «Оскар за найкращу жіночу роль», премію «Золотий глобус» за найкращу жіночу роль в комедії або мюзиклі і премію BAFTA.
Стоун потрапила у фільм завдяки своїй участі в мюзіклі «Кабаре» на Бродвеї. Режисер був вражений її музичним талантом і запропонував взяти участь в кастингу на головну роль у своєму новому драматичному фільмі-мюзиклі.. Для участі в фільмі Емма записала 6 пісень, які потім заспівала у фільмі.

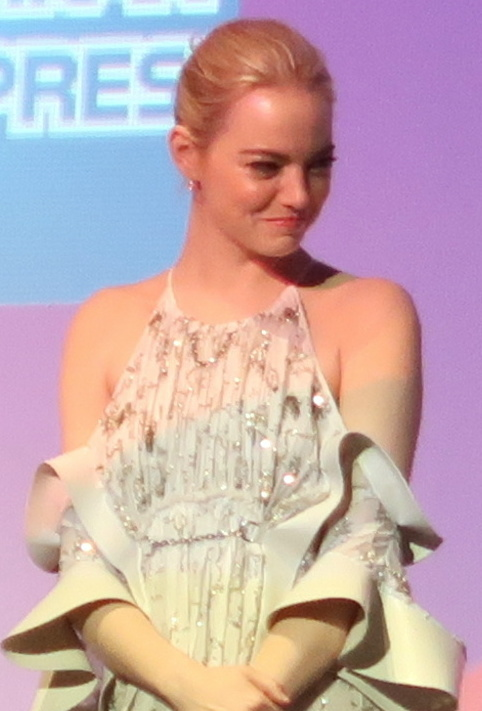
На прем'єрі «Битви статей», жовтень 2017 року

Станом на жовтень 2017, Стоун знялася в ролі Абіґейл Машам в історичній драмі Йоргоса Лантімоса «Фаворитка». За роль кузини Рейчел Вайз вона отримала третю номінацію на Оскар та п'яту номінацію на Золотий глобус. Вона також погодилась зіграти головну роль у драмі «Кохання може не скластись» за мотивами однойменного роману Метью Квика (2015) та зіграти Лютеллу де Віль спін-офі «101 далматинець». Емма зіграла головну роль нового серіалу «Маніяк» від Netflix, де також гратиме Джона Гілл, а режисером виступив Кері Фукунага; знімання фільму відбулось у серпні 2017 року.
У 2019 році акторка зіграла у другій частині фільму про Зомбіленд — «Зомбіленд: Подвійний постріл». Проте, фільм не повторив успіху першої частини — він отримав неоднозначні відгуки від критиків (69 % згідно з порталом Rotten Tomatoes) та від глядачів (рейтинг фільму на IMDb 6.7).
У 2021 році в прокат вийшов фільм «Круелла» від студії «Disney», де акторка зіграла головну роль — лиходійку Круеллу де Віль. Це спіноф анімаційного фільму «101 далматинець». Фільм отримав високу оцінку 7,4/10 на IMDb, а на порталі Rotten Tomatoes 74 % позитивних відгуків від критиків і 97 % від глядачів.
Стоун вперше почула про роль на зніманні фільму «Ла-Ла Ленд» і зацікавилась, адже давно хотіла зіграти лихого персонажа (раніше вона грала позитивних персонажів, а максимально негативний — жінка з наркотичною залежністю в мюзиклі «Кабаре»). Стоун навіть знайшла свою схожість з Круеллою: вони обидві амбіційні та наполегливі, перефарбувались зі свого природного кольору волосся заради роботи і навіть змінили ім'я (адже ім'я Стоун — Емілі, проте, для кар'єри вона обрала версію імені Емма)..
2023 року акторка зіграла головну роль в комедійному серіалі «Прокляття».
У тому ж році зіграла у фантастичній комедії «Бідолахи», вже вдруге попрацювавши з Йоргосом Лантімосом.. Фільм охоплює теми «кохання, відкриттів та наукової сміливості». За роль дівчини, що після самогубства була повернена до життя ексцентричним хірургом, Емма Стоун вже вдруге після «Ла-Ла Ленду» стала фавориткою «сезону кінонагород», вигравши за неї другий «Оскар», другий «Золотий глобус», другу БАФТУ та четверту премію «Вибір критиків».
2024 рік відзначився також спільною роботою з грецьким режисером Йоргосом Лантімосом. У фільмі «Види милосердя» — кіноальманах, який складається з трьох історій людських проявів милосердя, Емма втілила кардинально різні ролі. Хоча, цей фільм не набув такої популярності та нагород, як попередня їхня спільна робота, вони уже готують новий фільм.
У 2025 році з'явилися нові фото Емми Стоун у перуці, що відразу викликало здогадки про роль Емми у наступній спільній роботі з Лантімосом «Bugonia»
Втім, Емма Стоун не обмежується лише акторською роботою, 2024 рік видався успішним для акторки також у продюсерській роботі. Створена у 2020 році спільна з чоловіком продюсерська компанія Fruit Tree дала успіхи та нагороди уже у 2025 році. Так, Стоун виступила продюсеркою фільмів Problemista (2023), I Saw the TV Glow, «Справжній біль» (2024). Останній став хітом, а також екранізацією історії близького друга Стоун та  колеги — Джессі Айзенберга. На врученні премії «Незалежний дух» Айзенберг сказав, що вірили у його драматургічні роботи лиш мама та Емма, яку назвав своєю хрещеною.

## Соціальна та благодійна діяльність
Емма Стоун брала участь в соціальній кампанії від косметичного бренду Revlon, яка була спрямована на поширення інформації про рак молочної залози. Фотосесія з Еммою Стоун та її матір'ю була опублікована у популярних жіночих журналах із поясненням про важливість ранньої діагностики і регулярного обстеження молочних залоз. Адже саме рання діагностика сприяє виявленню раку на початкових стадіях, завдяки чому відсоток імовірності одужання значно вищий. Стоун взяла участь в фотосесії разом зі своєю матір'ю тому, що матері Емми (Кристі) діагностували рак молочної залози у 2008 році. Попри те, що в Кристі була агресивна форма раку, їй вдалось одужати.
У 2011 році Емма Стоун взяла участь і знялась у відео для ще однієї благодійної кампанії з метою збору коштів на дослідження раку.
У 2014 році акторка взяла участь у всесвітній екологічній акції «Година Землі», яку ініціював Всесвітній фонд дикої природи.
У 2018 Стоун разом з понад 300 іншими відомими жінками Голлівуду підписала відкритий лист проти сексуальних домагань до жінок у кіноіндустрії та на робочих місцях в інших сферах. В листі йдеться про підтримку і солідарність із жінками, які зазнали сексуального насильства. Підписантки закликали жінок вимагати правосуддя. Також ініціаторки кампанії створили фонд на 13 млн доларів, мета якого — юридична допомога жінкам.
У 2012 акторка разом з Ендрю Гарфілдом, з яким вона була у стосунках, взяли 2-річного пса Рена з притулку. А у 2018 Стоун взяла участь у невеликій кампанії, де закликала всиновити цуценят, які були врятовані під час урагану «Флоренція».
У 2014 році Стоун і Гарфілд провели невелику соціальну акцію. Пара помітила, що за ними біля ресторану стежили папараці. Коли актори вийшли з ресторану, вони закрили обличчя аркушами паперу, на яких було написано, що їм не потрібна увага, проте уваги потребують деякі благодійні організації. На аркушах був перелік таких організацій: «Молодіжне наставництво» (Youth Mentoring), «Всесвітній фонд сиріт» (Worldwide Orphans), «Клуб Джилди» (Gilda's Club) та «Аутизм говорить» (Autism Speaks).
У 2018 акторка знялась в кліпі Пола Маккартні на пісню «Who Cares». Ця пісня про дітей та підлітків, які переживають цькування. На основі кліпу розпочалась соціальна анти-булінґ кампанія спільно з організацією Creative Visions.

## Фільмографія

### Фільми
| Рік  |    | Українська назва                       | Оригінальна назва                  | Роль               |
| ---- | -- | -------------------------------------- | ---------------------------------- | ------------------ |
| 2007 | ф  | Суперперці                             | Superbad                           | Джулс              |
| 2008 | ф  | Хлопцям це сподобається                | The House Bunny                    | Наталі             |
| 2008 | ф  | Голий барабанщик                       | The Rocker                         | Амелія             |
| 2009 | ф  | Вітаємо у Зомбіленді                   | Zombieland                         | Вічита             |
| 2009 | ф  | Привиди колишніх подружок              | Ghosts of Girlfriends Past         | Елісон             |
| 2009 | ф  | Паперова людина                        | Paper Man                          | Еббі               |
| 2010 | ф  | Мармадюк                               | Marmaduke                          | Мезі (голос)       |
| 2010 | ф  | Легковажна Я                           | Easy A                             | Олів               |
| 2011 | ф  | Друзі по сексу                         | Friends with Benefits              | Кайла              |
| 2011 | ф  | Це безглузде кохання                   | Crazy, Stupid, Love.               | Ганна Вівер        |
| 2011 | ф  | Прислуга                               | The Help                           | Юджинія Філан      |
| 2012 | ф  | Нова Людина-Павук                      | The Amazing Spider-Man             | Ґвен Стейсі        |
| 2013 | ф  | Мисливці на гангстерів                 | Gangster Squad                     | Грейсі Фарадей     |
| 2013 | ф  | Фільм 43                               | Movie 43                           | Вероніка           |
| 2013 | мф | Сімейка Крудсів                        | The Croods                         | Гіп (голос)        |
| 2014 | ф  | Нова Людина-павук 2. Висока напруга    | The Amazing Spider-Man 2           | Ґвен Стейсі        |
| 2014 | ф  | Магія місячного сяйва                  | Magic in the Moonlight             | Софі Бейкер        |
| 2014 | ф  | Бердмен                                | Birdman                            | Сем Томсон         |
| 2015 | ф  | Алоха                                  | Aloha                              | Еллісон Енджі      |
| 2015 | ф  | Ірраціональна людина                   | Irrational Man                     | Джилл Поллард      |
| 2016 | ф  | Поп-зірка: не переставай, не зупиняйся | Popstar: Never Stop Never Stopping | Клаудія Кантрелл   |
| 2016 | ф  | Ла-Ла Ленд                             | La La Land                         | Міа Долан          |
| 2017 | ф  | Битва статей                           | Battle of the Sexes                | Біллі Джин Кінґ    |
| 2018 | ф  | Фаворитка                              | The Favourite                      | Абігейл Машем      |
| 2019 | ф  | Вітаємо у Зомбіленді 2                 | Zombieland: Double Tap             | Кріста / Вічита    |
| 2020 | мф | Сімейка Крудсів: Нова ера              | The Croods: A New Age              | Гіп (голос)        |
| 2021 | ф  | Круелла                                | Cruella                            | Круелла де Віль    |
| 2023 | ф  | Бідолашні створіння                    | Poor Things                        | Белла Бакстер      |
| 2024 | ф  | Види милосердя                         | Kinds of Kindness                  | Ріта / Ліз / Емілі |
| 2025 | ф  | Еддінгтон                              | Eddington                          | Луїза Кросс        |
| 2025 | ф  | Бугонія                                | Bugonia                            | Мішель             |

### Серіали
| Рік       |   | Українська назва                   | Оригінальна назва             | Роль                                                        |
| --------- | - | ---------------------------------- | ----------------------------- | ----------------------------------------------------------- |
| 2005      | с | Медіум                             | Medium                        | Синтія Маккалістер (Епізод: "Sweet Dreams")                 |
| 2006      | с | Все тіп-топ, або життя Зака і Коді | The Suite Life of Zack & Cody | Івана Тіптон (Епізод: "Crushed")                            |
| 2006      | с | Малкольм у центрі уваги            | Malcolm in the middle         | Діана (Епізод: "Lois Strikes Back")                         |
| 2006      | с | Щасливчик Луї                      | Lucky Louie                   | Шеннон (Епізод: «Get Out»)                                  |
| 2007      | с |                                    | Drive                         | Вайолет Трімбл (7 епізодів)                                 |
| 2012      | с | 30 потрясінь                       | 30 Rock                       | у ролі самої себе (Епізод: "The Ballad of Kenneth Parcell") |
| 2012      | с | Ай-Карлі                           | iCarly                        | Гізер (Епізод: "iFind Spencer Friends")                     |
| 2018      | с | Маніяк                             | Maniac                        | Енні Лендзберг (10 епізодів)                                |
| 2023—2024 | с | Прокляття                          | The Curse                     | Вітні Сіґел (10 епізодів)                                   |
| 2024      | с |                                    | Fantasmas                     | камео (Епізод: "The Void")                                  |

### Відеоігри
| Рік  |    | Українська назва | Оригінальна назва | Роль                                    |
| ---- | -- | ---------------- | ----------------- | --------------------------------------- |
| 2012 | вг | Sleeping Dogs    | Sleeping Dogs     | Аманда Картрайт (також захоплення руху) |

## Нагороди та номінації
| Нагорода                               | Рік  | Категорія                                       | Робота              | Результат |
| -------------------------------------- | ---- | ----------------------------------------------- | ------------------- | --------- |
| Оскар                                  | 2015 | Найкраща жіноча роль другого плану              | Бердмен             | Номінація |
| Оскар                                  | 2017 | Найкраща жіноча роль                            | Ла-Ла Ленд          | Перемога  |
| Оскар                                  | 2019 | Найкраща жіноча роль другого плану              | Фаворитка           | Номінація |
| Оскар                                  | 2024 | Найкращий фільм                                 | Бідолашні створіння | Номінація |
| Оскар                                  | 2024 | Найкраща жіноча роль                            | Бідолашні створіння | Перемога  |
| BAFTA Film Awards                      | 2011 | Зірка, яка сходить                              | Н/Д                 | Номінація |
| BAFTA Film Awards                      | 2015 | Найкраща жіноча роль другого плану              | Бердмен             | Номінація |
| BAFTA Film Awards                      | 2017 | Найкраща жіноча роль                            | Ла-Ла Ленд          | Перемога  |
| BAFTA Film Awards                      | 2019 | Найкраща жіноча роль другого плану              | Фаворитка           | Номінація |
| BAFTA Film Awards                      | 2024 | Найкращий фільм                                 | Бідолашні створіння | Номінація |
| BAFTA Film Awards                      | 2024 | Найкраща жіноча роль                            | Бідолашні створіння | Перемога  |
| Золотий глобус                         | 2011 | Найкраща жіноча роль — комедія або мюзикл       | Легковажна Я        | Номінація |
| Золотий глобус                         | 2015 | Найкраща жіноча роль другого плану              | Бердмен             | Номінація |
| Золотий глобус                         | 2017 | Найкраща жіноча роль — комедія або мюзикл       | Ла-Ла Ленд          | Перемога  |
| Золотий глобус                         | 2018 | Найкраща жіноча роль — комедія або мюзикл       | Битва статей        | Номінація |
| Золотий глобус                         | 2019 | Найкраща жіноча роль другого плану              | Фаворитка           | Номінація |
| Золотий глобус                         | 2022 | Найкраща жіноча роль — комедія або мюзикл       | Круелла             | Номінація |
| Золотий глобус                         | 2024 | Найкраща жіноча роль — комедія або мюзикл       | Бідолашні створіння | Перемога  |
| Золотий глобус                         | 2024 | Найкращий фільм — комедія або мюзикл            | Бідолашні створіння | Перемога  |
| Золотий глобус                         | 2024 | Найкраща жіноча роль телесеріалу — драма        | Прокляття           | Номінація |
| Премія Гільдії кіноакторів США         | 2012 | Найкращий акторський склад в ігровому кіно      | Прислуга            | Перемога  |
| Премія Гільдії кіноакторів США         | 2015 | Найкращий акторський склад в ігровому кіно      | Бердмен             | Перемога  |
| Премія Гільдії кіноакторів США         | 2015 | Найкраща жіноча роль другого плану              | Бердмен             | Номінація |
| Премія Гільдії кіноакторів США         | 2017 | Найкраща жіноча роль                            | Ла-Ла Ленд          | Перемога  |
| Премія Гільдії кіноакторів США         | 2019 | Найкраща жіноча роль другого плану              | Фаворитка           | Номінація |
| Премія Гільдії кіноакторів США         | 2019 | Найкраща жіноча роль мінісеріалу або телефільму | Маніяк              | Номінація |
| Премія Гільдії кіноакторів США         | 2024 | Найкраща жіноча роль                            | Бідолашні створіння | Номінація |
| Венеційський міжнародний кінофестиваль | 2016 | Кубок Вольпі за найкращу жіночу роль            | Ла-Ла Ленд          | Перемога  |
| Венеційський міжнародний кінофестиваль | 2023 | Золотий лев                                     | Бідолашні створіння | Перемога  |
| AACTA International Awards             | 2015 | Найкраща жіноча роль другого плану              | Бердмен             | Номінація |
| AACTA International Awards             | 2017 | Найкраща жіноча роль                            | Ла-Ла Ленд          | Перемога  |
| AACTA International Awards             | 2024 | Найкращий міжнародний фільм                     | Бідолашні створіння | Номінація |
| AACTA International Awards             | 2024 | Найкраща жіноча роль                            | Бідолашні створіння | Номінація |
| Національна рада кінокритиків США      | 2011 | Найкращий акторський склад                      | Прислуга            | Перемога  |
| Сатурн                                 | 2015 | Найкраща кіноакторка другого плану              | Бердмен             | Номінація |
| Сатурн                                 | 2022 | Найкраща кіноакторка                            | Круелла             | Номінація |